# Wayne Rogers
William Wayne McMillan Rogers III. cunoscut mai ales ca Wayne Rogers  (n. 7 aprilie 1933 - d. 31 decembrie 2015) a fost un actor american de film și televiziune, cel mai bine cunoscut pentru că a jucat rolul lui, Trapper John' McIntyre, în serialul american, M*A*S*H.
Devenit ulterior un investitor și manager american de fonduri de mare succes, Wayne Rogers a apărut frecvent la emisiunea "Your World w/ Neil Cavuto" a canalului Fox Business Network și respectiv la Cashin' In a canalului Fox News Channel.

## Biografie

### Anii timpuri
Născut în Birmingham, statul Alabama, a absolvit un liceu local (Ramsay High School din Birmingham) pentru a absolvi liceul Webb School din Bell Buckle, statul Tennessee. În 1954, a absolvit Princeton University cu un majorat în istorie. Înainte de a deveni actor, Rogers a servit în United States Navy. 

## Carieră ca actor

### Carieră timpurie
Rogers a apărut la televiziune în seriale dramatice, dar și în sitcom-uri (SitCom = Situation Comic, comic de situație), așa cum sunt The Invaders, The F.B.I., Gunsmoke, Gomer Pyle, U.S.M.C., The Fugitive, respectiv într-un rol minor în filmul Cool Hand Luke, din 1967.

### Televiziune
- Serialul M*A*S*H